# Алоль (Пустошкинский район)
Алоль (ранее Алоля) — деревня в России, в Пустошкинском районе Псковской области. Административный центр Алольской волости.

## Название
Название деревни происходит от одноимённой реки, оно имеет балтское происхождение. Корень слова *al- связывают с индоевропейским корнем, имеющим значение «течь», он обнаруживается в современном литовском лит. alėti — «течь, сочиться». Следующий за корнем суффикс -al также балтский. На довоенных и дореволюционных картах название реки, озера и деревни обозначалось как «Алоля».

## География
Деревня расположена в 20 км к северо-западу от города Пустошка, на реке Алоль у Мясовского озера, вторым названием которого является также «Алоль».

## Население
| 2000 | 2002 | 2010 |
| ---- | ---- | ---- |
| 200  | ↗220 | ↘162 |

Численность населения деревни по оценке на начало 2001 года составляла 200 жителей.